# 294 aC
El 294 aC va ser un any del calendari romà prejulià. A la República i a l'Imperi Romà es coneixia com l'Any del Consolat de Megel i Règul (o també any 460 ab urbe condita). La denominació «294 aC» per a aquest any s'ha emprat des de l'edat mitjana, quan el calendari Anno Domini va ser el mètode prevalent a Europa per a anomenar els anys.

## Esdeveniments

### Antiga Grècia
- Demetri Poliorceta derrota Arquidam IV, rei d'Esparta a Mantinea, i després a la mateixa Esparta que es va salvar per poc.[2]
- Els dos fills de Cassandre, Antípatre I i Alexandre V es disputen el tron de Macedònia. Alexandre demana ajuda a Pirros de l'Epir i a Demetri Poliorceta. Pirros arriba primer, derrota a Antípatre i proclama rei únic a Alexandre. Demetri, quan arriba és rebut fredament per Alexandre, que, ja consolidat al tron, no el necessita. Demetri rep informes sobre una conspiració del rei en contra seu i s'anticipa, assassinant a Alexandre en un banquet. Es proclama rei de Macedònia.[3][4]
- Antípatre I fuig cap a Tràcia per escapar de Demetri i Lisímac de Tràcia, per congraciar-se amb el nou sobirà, el fa matar i reconeix a Demetri Poliorceta l'autoritat sobre el regne del difunt.[5][6]
- Lisímac, Seleuc i Ptolemeu I aprofiten l'absència de Demetri per apoderar-se de Xipre, Cilícia i les ciutats de Fenícia i Àsia Menor, que encara obeïen a Demetri. Més tard, Lisímac, que renuncia a la part que ocupava de Macedònia, conclou un tractat de pau amb Demetri Poliorceta i el reconeix com a rei de Macedònia.[7]
- Demetri Poliorceta funda la ciutat de Demètrias. La pobla amb els habitants de Nèlia, Pàgases, Ormènion, Rizunt, Sèpias, Olizó, Bebe i Iolcos, que formen el seu territori.[8]

### Antiga Roma
- Aquest any són elegits cònsols Luci Postumi Megel i Marc Atili Règul.[9]
- Atili Règul fa la guerra contra els samnites. Algunes fonts diuen que és derrotat amb fortes pèrdues prop de Lucèria, però l'endemà derrota els samnites i en fa passar 7.200 sota el jou. Titus Livi diu no va obtenir l'honor del triomf, però els Fasti li atorguen, per la seva victòria sobre volsonibus (potser els volcentes parents dels hirpins i lucans o els volsinienses, els habitants de Volsinii) i samnitibus (sens dubte els samnites).[10]
- Megel es queda a Roma per una malaltia, però una victòria samnita l'obliga a marxar i conquereix Miliònia i Ferentium al Samni, i Rusel·les a Etrúria, territoris que devasta.[11]

## Necrològiques
- Alexandre V de Macedònia, rei de Macedònia.
- Gai Opimi Pansa, qüestor, en un atac per sorpresa de les forces samnites al quaestorium o tenda del qüestor, quan el campament romà és atacat pels enemics.[12]